# Relations entre l'OTAN et la Roumanie
La Roumanie a rejoint l'Organisation du traité de l'Atlantique nord (OTAN) le 29 mars 2004, à la suite de la décision prise au sommet de Prague, en novembre 2002. Pour la Roumanie, cela a représenté une évolution majeure, avec une influence décisive sur la politique étrangère et intérieure de la Roumanie. L'adhésion à l'OTAN représente la garantie de la sécurité et de la stabilité extérieure, qui est vitale pour assurer le développement prospère du pays. La Roumanie joue un rôle actif dans la promotion des valeurs et des objectifs de l'Alliance, tant en participant aux opérations et missions de l'Alliance qu'en s'impliquant dans ses initiatives et évolutions conceptuelles. 

## Relations militaires et missions de maintien de la paix
La Roumanie était un partenaire des forces alliées pendant la guerre du Golfe, en particulier pendant son service en tant que président du Conseil de sécurité de l'ONU. La Roumanie a été active dans les opérations de maintien de la paix dans les missions de vérification des Nations unies en Angola, l'IFOR/SFOR en Bosnie, en Albanie, en Afghanistan et a envoyé 860 soldats en Irak après l'invasion menée par les États-Unis.
La Roumanie a appliqué les sanctions des Nations unies contre la Yougoslavie. Malgré les divisions au sein du Parlement et parmi le peuple, la Roumanie a soutenu l'OTAN dans la campagne du Kosovo et a autorisé l'OTAN à survoler l'espace aérien roumain. Il a été le premier pays à s'inscrire au programme Partenariat pour la paix de l'OTAN, avant de rejoindre l'OTAN en 2004[réf. nécessaire].
La Roumanie est également membre de l'Organisation pour la sécurité et la coopération en Europe (OSCE) et du Conseil de partenariat euro-atlantique (CCNA).
En août 2014, le président roumain Traian Băsescu a appelé les pays de l'OTAN à envoyer des armes à l'armée ukrainienne.
La Roumanie contient l'un des points stratégiques les plus faibles de l'OTAN, la porte Focșani . C'est une zone mal reliée au reste de l'Europe, à partir de laquelle d'autres régions de Roumanie et d'Europe peuvent être attaquées.